# Fidlar
Fidlar (Eigenschreibweise: FIDLAR) ist eine US-amerikanische Skate-Punk- und Garage-Punk-Band aus Los Angeles, die momentan bei Mom + Pop Music in den USA, Wichita Recordings in Großbritannien und Dine Alone Records in Kanada unter Vertrag steht.

## Bandgeschichte
Elvis und Max Kuehn sind die Söhne des Punkmusikers Greg Kuehn, der eine Zeitlang bei TSOL aktiv war. Zusammen mit Brandon Schwartzel und Zac Carper gründeten sie 2009 in Los Angeles, parallel zum Skatepunk-Revival mit Bands wie Cerebral Ballzy und Trash Talk die Band Fidlar. Der Name ist ein Akronym für Fuck It Dog, Life’s a Risk (in etwa: „Scheiß drauf, Junge, Leben ist Risiko“). Beeinflusst ist die Gruppe unter anderem durch The Offspring, Green Day und Blink-182. Zunächst begann die Gruppe ganz im DIY-Stil ihre Musik alleine zu vermarkten, bis sie 2012 von Mom + Pop Music unter Vertrag genommen wurde. Dort erschien ihr selbstbetiteltes Musikalbum, das in den Vereinigten Staaten Platz 5 der Top Heatseekers-Charts und Platz 38 der Independent-Charts erreichte. Es folgten Tourneen mit unter anderem Pixies, The Hives und Wavves. Zu Beginn war die Band vor allem als Party-Punk-Band bekannt, dazu kam die Drogenabhängigkeit ihres Sängers Zac Carper. Erst im Verlauf der nächsten Jahre lösten sie sich von diesem Image.
Die Arbeiten am zweiten Album zogen sich schleppend dahin. So wurden zwar mehr als 30 Lieder geschrieben, doch viele mussten wieder verworfen werden, weil man sich nicht wiederholen wollte. Das Album wurde zudem vom erfahrenen Musikproduzenten Jay Joyce (unter anderem Tim McGraw und Carrie Underwood) produziert und hatte dadurch mehr Rock-Charakter als sein Vorgänger, wobei es jedoch nicht auf den Fidlar-üblichen Poppunk verzichtete. Carper wurde abstinent, eine Erfahrung, die er in den Songs Leave Me Alone und Sober verarbeitete. Das Album erschien schließlich 2015 unter dem Namen Too. Es platzierte sich auf Platz 124 der Billboard 200 und erreichte die Top 50 der UK Charts.
Einer breiteren Masse wurden Fidlar bekannt, als ihr Song Cocaine – in dessen Video Nick Offerman mitspielt – für den Soundtrack des Videospiels Grand Theft Auto V ausgewählt wurde, welches sich bis dato weit über 50 Millionen Mal verkaufte.

## Diskografie

### Alben
- 2013: FIDLAR (Mom + Pop Music [US], Wichita Recordings [EU], Dine Alone Records [Kanada])
- 2015: Too (Mom + Pop Music [US], Wichita Recordings [EU], Dine Alone Records [Kanada])
- 2019: Almost Free (Mom + Pop Music [US], Wichita Recordings [EU], Dine Alone Records [Kanada])

### EPs
- 2011: DIYDUI (White Iris)
- 2012: Don’t Try EP (Mom + Pop Music [US], Wichita Recordings [UK])
- 2012: No Waves / No Ass (7"; Mom + Pop Music)
- 2012: Shit We Recorded In Our Bedroom
- 2023: That's Life